# 6376 Schamp
6376 Schamp (1987 KD1) là một tiểu hành tinh vành đai chính được phát hiện ngày 29 tháng 5 năm 1987 bởi C. S. Shoemaker và E. M. Shoemaker ở Palomar.